# Distretto di İkizdere
Il distretto di Derepazarı (turco: İkizdere ilçesi; greco: περιοχὴ ... periochḕ ...; lazico: ... ილჩე ... ilçe; armeno: Քուրա-ի Սեբաի շրջանի Kʼura-i Sebai šrǰani) è un distretto della provincia di Rize, in Turchia.

## Vicegovernatori
Di seguito l'elenco dei vicegovernatori del distretto:
- ... (...-1952)
- Hasan Yücer (1952-1954)
- NurettiN Yılmaz (1954-1955)
- Cevay Geray, come vice-kâymakam (1955-1956)
- Hasan Güven (1956-1958)
- Kemal Doğrusöz (1958-1960)
- Lütfi Fikret Tuncel (1962-1966)
- Ali Namık Tüzün (1966-1968)
- Hikmet Özbağcı (1969-1970)
- Y. Ünal Songül (1970-1971)
- Veli Aslan (1971-1973)
- Coşkun Başçivi (1974-1977)
- Ümit Karahan (1977 - 1980)
- Kenan Örten (1980 - 1983)
- Abidin Ünsal (1983 - 1985)
- Mehmet Ulvi Saran, come vice-kâymakam (1985)
- Nurettin Yılmaz, come vice-kâymakam (1986-1987)
- Adnan Özdemir, come vice-kâymakam (1987)
- Mustafa Işık (1987-1989)
- Murat Özgan, come vice-kâymakam (1989-1990)
- Şerafettin Tuğ (1990-1993)
- Mehmet Emin Bilmez (1994-1997)
- İdris Akbıyık (1997-1999)
- Murat Dikbaş (2000-2002)
- Hikmet Çolak (2002-2003)
- İsmail Bayata (2003-2004)
- Abdullah Şen, come vice-kâymakam (2005)
- Alper Balcı (2005-2006)
- Emre Çınar (2007-2009)
- Kenan Aktaş, come vice-kâymakam (2009-2010)
- Alpaslan Altınışık (2010-2012)
- Abdil Koç (2012-...)